# Попов, Гавриил Иванович
Гавриил Иванович Попов (1856 — 1909) — российский медик, этнограф, исследователь русской народной медицины.

## Биография
Работал на протяжении многих лет в Мариинской больнице в Санкт-Петербурге, в 1905 г. опубликовал отдельным изданием очерк её истории за первые сто лет. В 1880-90-е гг. напечатал ряд работ по медицине, главным образом по вопросам лечения остеомиелита, а также о хирургическом лечении водянки яичка («К вопросу о лечении hydrocele через разрез», 1890).
Наиболее известен как исследователь народной медицины. В 1897—1901 гг. активно работал в составе Этнографического бюро, созданного по инициативе и на деньги В. Н. Тенишева, разбирал и систематизировал собранные материалы, связанные с народными методами лечения. На основе этой работы опубликовал в 1903 году обзорный труд «Русская народно-бытовая медицина».
Похоронен на Литераторских мостках.